# Terrorismo rosso
Il terrorismo rosso è un tipo di eversione armata d’ispirazione comunista e rivoluzionaria e, più in generale, collegata a ideologie politiche di estrema sinistra, che ha come obiettivo il ricorso alle armi come unico mezzo individuato per disarticolare il sistema Stato-Capitale, al fine di provocare un sollevamento del proletariato e innescare così uno slancio rivoluzionario liberatore delle masse oppresse.
Obiettivo di tali organizzazioni è il rovesciamento violento dei governi capitalistici per la loro sostituzione con la dittatura del proletariato, ossia con l'unica classe rivoluzionaria e anti-imperialista, in grado di abolire il classismo e lo sfruttamento per favorire l'instaurazione di una società socialista.

## Le origini
(Robert Lumley da La genesi del terrorismo di sinistra)
Alcune tracce delle origini del terrorismo rosso, d'ispirazione marxista-leninista e che poi diede vita al moltiplicarsi di organizzazioni armate di sinistra negli anni settanta, possono essere probabilmente individuate in alcuni scritti del politico e rivoluzionario russo, Lev Trotsky.
Già nel 1918, all'indomani cioè della Rivoluzione d'ottobre, nel suo Terrorismo e comunismo, Trotsky teorizzava la necessità dell'impiego della forza (terrore rosso) da parte del potere rivoluzionario, per difendere il neonato Stato dei soviet dai germi della controrivoluzione e dalle stesse classi che, la rivoluzione stessa, aveva espropriato e che cercavano a loro volta di rovesciare.
(Lev Trotsky da Terrorismo e Comunismo)
Il terrore rosso, quindi, come proseguimento naturale dell'insurrezione armata attraverso la quale i comunisti avevano preso il potere in Russia. E come chiarisce lo stesso Trotsky, nella prefazione alla seconda edizione inglese del suo testo: "il terrorismo è, in ultima analisi, un'incitazione, un monito, un incoraggiamento: lavoratori di tutti i paesi, unitevi e prendete il potere, strappatelo a chi lo usa per tenervi in catene e fatelo vostro."
(Antonio Gramsci da L'Avanti!, marzo 1919)

## Nel mondo
Nate perlopiù nel contesto storico che seguì il movimento di protesta che, sul finire degli anni sessanta, prese il nome di Sessantotto, le organizzazioni terroristiche di sinistra ebbero il loro periodo di maggiore attività soprattutto nel corso degli anni settanta e ottanta quando la loro strategia eversiva sembrò in alcuni casi far vacillare governi e sistemi politici, in nome di una trasformazione radicale della società e nella speranza di un sollevamento del proletariato nella lotta rivoluzionaria. Ma ad una sollevazione del proletariato nemmeno ci si avvicinò mai, perché le azioni armate non riscossero appoggio nelle masse, in particolare nei settori socialmente combattivi dei lavoratori (a parte minimi settori che simpatizzavano), restando così isolate e impopolari, soprattutto quando crebbero in efferatezza (vendette su Guido Rossa e Roberto Peci).
Nel corso del tempo, moltissimi Paesi in tutto il mondo hanno dovuto in qualche modo confrontarsi con il fenomeno terrorista e, nello specifico dell'eversione legata ad ideologie di sinistra, furono le democrazie occidentali (Stati Uniti, Giappone e, soprattutto, l'Europa), dove i gruppi terroristici trovarono il terreno più fertile per le loro azioni. E anche nei Paesi dittatoriali dell'America Latina, dove la lotta eversiva assunse la valenza anche di lotta per la liberazione nazionale, la svolta armata d'ispirazione marxista-leninista, alimento il fiorire di gruppi di guerriglia per la presa del potere in nome di una rivoluzione socialista.
Tra le organizzazioni terroristiche di sinistra più conosciute e longeve nel mondo, ci furono: l'Armata Rossa Giapponese, i Weather Underground negli Stati Uniti, le Brigate Rosse e Prima Linea in Italia, la Rote Armee Fraktion nella ex Germania Ovest, Action directe in Francia, il Fronte Sandinista di Liberazione Nazionale in Nicaragua, Sendero Luminoso in Perù e le FARC in Colombia..

### Germania
La più importante formazione armata di sinistra tedesca fu la Rote Armee Fraktion (RAF).
Inizialmente nota come banda Baader-Meinhof, la RAF venne fondata il 14 maggio 1970 da Andreas Baader, Gudrun Ensslin, Horst Mahler, e Ulrike Meinhof. Organizzazione comunista e antimperialista, dedita alla guerriglia urbana e impegnata nella resistenza armata contro quello che considerano uno stato fascista, nonostante i suoi leader (Ensslin, Baader e Meinhof) furono prematuramente arrestati nel 1972, il gruppo rimase comunque attivo per più di 30 anni, fino al 1993, e venne formalmente disciolto nel 1998.

Rote Armee Fraktion

Organizzato in piccole cellule compartimentate la RAF poteva contare anche su collegamenti con formazioni terroristiche internazionali come il Fronte Popolare per la Liberazione della Palestina, con il gruppo francese Action directe, le Brigate Rosse, e con terroristi come il Comandante Carlos.
Complessivamente, la Rote Armee Fraktion fu responsabile di numerose operazioni terroristiche e di 33 omicidi e raggiunse momento di massima attività fra il 1975 e il 1977, culminata con il rapimento e l'uccisione del presidente degli industriali tedesco-occidentali ed ex ufficiale delle SS Hanns-Martin Schleyer e il dirottamento del Volo Lufthansa 181.
Diversi dirigenti e militanti del gruppo rimasero uccisi tra la fine degli anni settanta e primi anni ottanta durante scontri a fuoco con la polizia oltre alla morte, in carcere, il 18 ottobre del 1977 nella prigione di Stammheim, a Stoccarda (ufficialmente per suicidio), di Andreas Baader e di altri due leader storici del gruppo, Gudrun Ensslin e Jan-Carl Raspe.
l 20 aprile del 1998, un volantino di otto pagine a firma RAF fu inviata via fax all'agenzia di stampa Reuters, dichiarando lo scioglimento ufficiale del gruppo.
Altra organizzazione terroristica di estrema sinistra tedesca fu la Revolutionäre Zellen (RZ). Attiva tra il 1973 e il 1995, è stata descritta nei primi anni ottanta, secondo il Ministero dell'Interno tedesco, come una delle più pericolose formazioni terroristiche di sinistra e responsabile di 186 attacchi, 40 dei quali furono portati a segno a Berlino Ovest.

### Belgio
La formazione terroristica delle Cellule comuniste combattenti (CCC) venne fondata nel 1982, in Belgio, da Pierre Carette, grazie anche all'apporto di alcuni militanti della francese Action directe.
Gruppo d'ispirazione marxista-leninista, i CCC furono attivi per meno di due anni. Finanziarono le loro attività attraverso una serie di rapine in banca e furono principalmente impegnati in attentati entro i confini del Belgio ma con obiettivi prevalentemente internazionali. Nel corso di 14 mesi effettuarono 20 attentati contro, in particolare, la NATO, aziende statunitense ed altre imprese internazionali.
Nel dicembre 1985, la polizia ha arrestò il leader e fondatore Pierre Carette, assieme ad altri militanti del gruppo. Dopo la sua condanna all'ergastolo, il 14 gennaio 1986, il gruppo cessò di essere operativo.

### Francia
In Francia, l'organizzazione Action Directe (AD), venne fondata, nel 1979 da Jean-Marc Rouillan e dalla fusione del Groupe d'Action Révolutionnaire Internationale con il Noyaux Armés Pour l'Autonomie des Peuples.

Simbolo di Action Directe

Attiva solamente per otto anni, al suo interno coesistevano due formazioni: una nazionale e un'altra internazionale con quest'ultima che manteneva una collaborazione attiva con gli altri movimenti terroristici europei come la Rote ArmeeFraktion tedesca, le Brigate Rosse e le Cellule comuniste combattenti del Belgio.
Tra il 1982 e il 1985, la fazione nazionale di Action Directe effettuò numerosi attentati dinamitardi a edifici governativi e omicidi contro obbiettivi politici: il più noto fu quello che nel 1985 costò la vita al generale René Audran, uno dei massimi responsabili della Difesa e dell'industria militare. Il 28 marzo 1986, la fazione nazionale dell'organizzazione, venne smantellata con l'arresto a Lione e a Saint-Étienne di André Olivier e molti suoi complici. Il 21 febbraio 1987, l'arresto dei capi storici Jean-Marc Rouillan, Nathalie Ménigon, Régis Schleicher, Joëlle Aubron e Georges Cipriani, segnò la fine dell'intera organizzazione.

### Spagna
Il Grupos de Resistencia Antifascista Primero de Octubre (GRAPO) nasce, a partire dall'estate del 1975, come braccio armato del Partito Comunista di Spagna Ricostituito (PCEr), componente clandestina scissa dal Partito Comunista di Spagna. Un gruppo clandestino anticapitalista e anti-imperialista d'ispirazione maoista che puntava essenzialmente alla formazione di uno stato repubblicano spagnolo sul modello della Repubblica Popolare Cinese di Mao Zedong.

Fortemente contrari all'adesione spagnola alla NATO, a partire dalla sua nascita e fino al 2006, furono responsabili di 84 omicidi tra poliziotti, militari, giudici e civili, di 300 attentati dinamitardi e di circa 3.000 azioni armate (il governo spagnolo ne riconosce ufficialmente 545). Il gruppo ha anche commesso una serie di rapimenti, inizialmente per motivi politici e, solo in seguito, per autofinanziamento. L'ultima azione venne commessa il 17 novembre 2000 con l'omicidio di un agente di polizia ucciso a Carabanchel, distretto di Madrid.
Secondo la polizia spagnola il GRAPO sarebbe stato sciolto nel 2007, dopo che 6 dei suoi militanti furono arrestati, nel giugno quell'anno e anche se, il gruppo stesso, non abbia mai annunciato il suo ufficiale scioglimento. Fino ad oggi 3.000 persone sono state arrestate in relazione al gruppo (e al PCEr), di cui 1.400 sono state poi incarcerate. Ad oggi ci sono 54 prigionieri del GRAPO (e del PCEr) nelle carceri spagnole.
Il leader del GRAPO, Manuel Pérez, è stato condannato da un tribunale francese nel 2000 per associazione a delinquere con finalità di terrorismo.
Altra organizzazione armata spagnola di sinistra è lETA politico-militare, nata nel 1974, dopo la scissione dalla componente maggioritaria nazionalistica dell'Euskadi Ta Askatasuna (meglio nota con l'acronimo ETA), il gruppo terroristico per l'indipendenza delle Province Basche. L'ETA politico-militare, formazione d'ispirazione marxista e propensa alla lotta politica contro il franchismo, dopo il fallito colpo di Stato militare del febbraio 1981, sospese ogni azione di guerriglia e, nel 1982, si unì al Partito Comunista di Euskadi.

### Grecia
In Grecia, a partire dal 1975, fu attiva l'Organizzazione Rivoluzionaria 17 novembre (17N), un gruppo di estrema sinistra che deve il proprio nome alla data della violenta repressione della rivolta degli studenti del Politecnico d’Atene, del 17 novembre 1973, durante la dittatura dei Colonnelli.
Il gruppo 17N, che ebbe come principali nemici obiettivi Americani e capitalistici in Grecia, si rese responsabile in tutto di 25 omicidi e di decine di attentati. L'ultima vittima fu il militare britannico Stephen Saunders, colpito a morte nel giugno del 2000.
Si ritiene che l'organizzazione sia stata definitivamente sciolta nel 2002, dopo l'arresto ed il processo di un certo numero dei suoi componenti come Alexandros Giotopoulos, identificato come il leader del gruppo ed arrestato il 17 luglio 2002, o Dimitris Koufodinas, capo operativo del 17N, che si arrese alle autorità il 5 settembre di quello stesso anno.
In tutto 19 persone vennero accusate di circa 2.500 reati relativi alle attività del 17N.
 Il processo contro i sospetti terroristi 19 accusati d'aver compiuto 25 delitti in 27 anni, iniziò ad Atene il 3 marzo 2003 e, l'8 dicembre successivo, quindici imputati (tra cui Giotopoulos e Koufodinas), vennero ritenuti colpevoli, mentre altri quattro vennero assolti per mancanza di prove.
Come risposta allo scioglimento forzato della 17N, a partire dal 2003, vennero fondati i gruppi Lotta rivoluzionaria e Setta dei rivoluzionari, organizzazioni terroristiche paramilitari tuttora attive, entrambe legate alla sinistra radicale greca e note, soprattutto, per una serie di attentati dinamitardi nei confronti di obbiettivi governativi (tribunali, corti d'appello, ministeri) e statunitensi, in territorio greco.

### Regno Unito
Fondato nel 1970, l'Angry Brigade, fu un piccolo gruppo anarco-insurrezionalista, responsabile di una serie di attentati in Inghilterra fino al 1972, anno in cui fu smantellato a causa di una serie di arresti nei confronti dei loro militanti.
Gli obiettivi dei circa 25 attentati, attribuiti loro dalla polizia, non causarono comunque morti, in quanto tesi a colpire beni materiali e simboli dell'establishment britannico: banche, ambasciate, piuttosto che abitazioni di deputati conservatori. Il 3 maggio del 1972 si aprì il processo a carico del gruppo, che terminò il 6 dicembre dello stesso anno, con condanne pari a dieci anni di detenzione per i quattro imputati (John Barker, Jim Greenfield, Hilary Creek e Anna Mendleson).
L'Irish National Liberation Army (INLA) è stato un gruppo paramilitare nordirlandese di ispirazione marxista-socialista, costituitosi nel dicembre del 1974 (anno della scissione dall'IRA), con l'obiettivo di far uscire l'Irlanda del Nord dal Regno Unito e di riunificarla con la Repubblica d'Irlanda. Tra il 1975 e il 2001, il gruppo si rese responsabile della morte di 113 persone, tra cui: 42 civili, 46 membri delle forze di sicurezza del Regno Unito, 16 paramilitari repubblicani e 7 paramilitari unionisti. Dopo 24 anni di ininterrotta lotta armata, il 22 agosto del 1998, l'INLA dichiarò per la prima volta il cessate il fuoco e, nell'ottobre del 2009, ha formalmente deciso di perseguire i suoi obiettivi con mezzi politici pacifici.

### Turchia
Nato nel marzo 1994 dalle ceneri del movimento Dev-Sol (Sinistra rivoluzionaria, fondato nel 1978) il Partito/Fronte rivoluzionario popolare di liberazione (Dhkp/C), è una delle principali organizzazioni armate turche di estrema sinistra.
Accusata di aver compiuto una serie di omicidi e attentati contro ex ministri e generali in pensione e dell'uccisione nel 1996 dell'industriale Ozdemir Sabanci, membro di una delle due principali famiglie imprenditoriali del paese, l'organizzazione è dichiaratamente ostile agli USA e alla NATO.
Il Dhkp/C è stato al centro di numerose rivolte nelle carceri e, nel 2000, di uno sciopero della fame che portò alla morte di 64 persone. A tutt'oggi è ancora attivo e, in particolare nel 2013, ha rivendicato una serie di attentati kamikaze contro obbiettivi politici, tra cui quello all'ambasciata Usa ad Ankara che, nel febbraio di quell'anno, ha provocato la morte di due persone (tra cui l'attentatore stesso).
Altre formazioni terroristiche turche, d'ispirazione marxista-leninista sono: il Partito dei Lavoratori del Kurdistan (PKK), fondato, nel 1978, da Abdullah Ocalan e che da anni combatte nelle regioni sudorientali a maggioranza curda per la creazione di uno Stato curdo indipendente; l'Esercito segreto armeno per la liberazione dell'Armenia, attivo dal 1975 al 1986 e responsabile dell'uccisione di più di 30 diplomatici turchi in tutto il mondo, con l'obiettivo di costringere il governo turco a riconoscere pubblicamente la sua responsabilità nel genocidio del popolo armeno e imporre la restituzione del territorio sottratto agli stessi. Le diverse scissioni interne e l'uccisione, ad Atene, il 28 aprile 1988, del suo leader Hagop Hagopian, determinarono in pratica la fine dell'organizzazione.

### Medio Oriente
In Medio Oriente, le più importanti organizzazioni terroristiche di sinistra, sono legate al conflitto arabo-israeliano e alla questione palestinese. Il Fronte Popolare per la Liberazione della Palestina (PFLP), fondato nel 1967 da George Habash, da una costola del Movimento dei Nazionalisti Arabi, è un'organizzazione marxista-leninista che, pur rimanendo fedele agli ideali del Panarabismo, giudica la lotta palestinese parte della più ampia rivolta contro l'imperialismo occidentale, allo scopo anche di unire il mondo arabo e di rovesciare i regimi reazionari. Nel 1968 il PFLP aderì all'OLP e vi rimase fino al 1974, anno in cui decise di abbandonare l'Organizzazione per la Liberazione della Palestina, rea di aver abbandonato (secondo il PFLP) l'obiettivo di azzerare lo Stato di Israele
.
Nell'immediato biennio che seguì la fondazione del Fronte Popolare per la Liberazione della Palestina, a seguito di altrettante scissioni, nacquero altre due organizzazioni palestinesi di ispirazione marxista-leninista e nazionalista: il Fronte Popolare per la Liberazione della Palestina - Comando Generale, fondato nel 1968 da Ahmed Jibril, ed il Fronte Democratico per la Liberazione della Palestina (FDLP), nato nel 1969 e guidato da Nayef Hawatmeh. Le tre formazioni palestinesi sono state inserite nella lista delle organizzazioni terroristiche redatta da Stati Uniti d'America, dal Canada e dall'Unione europea.
Da una combinazione di estremismo islamico e marxismo, invece, nascono i Mujahidin del Popolo, gruppo di dissidenti iraniano che ha all'attivo numerosi attentati nel loro Pases.

### Giappone
L'Armata Rossa Giapponese fu un gruppo terroristico fondato, nel febbraio 1971, da un gruppo di studenti guidati da Fusako Shigenobu (soprannominata la regina del terrorismo) e con il preciso obiettivo di rovesciare il governo e le istituzioni imperiali giapponesi, ma soprattutto infiammare la rivoluzione mondiale.
Il gruppo, che ebbe fino circa 400 membri e strinse legami anche con il Fronte Popolare per la Liberazione della Palestina, divenne noto per aver compiuto il primo attacco kamikaze portato a termine, nel maggio 1972, all'aeroporto israeliano di Tel Aviv, che provocò la morte di 24 persone. Con l'arresto, nel novembre 2000, dopo trenta anni di latitanza, della sua leader Fusako Shigenobu, l'organizzazione venne formalmente sciolta il 14 aprile 2001.
Nel 2006, la Shigenobu venne condannata a venti anni di carcere.
Di più recente formazione, invece, è l’Esercito Rivoluzionario Kansai, considerato come il braccio armato dello schieramento estremista di sinistra nato dalla frammentazione del Partito Comunista Giapponese.

### Stati Uniti
Negli Stati Uniti d'America, i Weather Underground, furono un'organizzazione terroristica di ispirazione comunista rivoluzionaria attiva dal 1969, anno della contestazione giovanile studentesca americana, e fino al 1976.
Nata da una scissione all'interno del movimento Students for a Democratic Society e fondata da Bill Ayers, Mark Rudd, Bernardine Dohrn, Jim Mellen, Terry Robbins, John Jacobs e Jeff Jones, il nome del gruppo fa riferimento al verso You don't need a weatherman to know which way the wind blows ("non serve un meteorologo per capire da che parte tira il vento"), contenuto nel brano Subterranean Homesick Blues di Bob Dylan.
Utilizzando metodi di protesta violenta in reazione alla politica estera degli Stati Uniti, i Weather compirono diversi attentati come l'esplosione al Campidoglio di Washington, del primo marzo 1971 o l'attentato al Pentagono del 19 maggio 1972.
Il gruppo sposò anche la causa antirazzista delle Pantere Nere al fine di raggiungere, secondo un rapporto del governo degli Stati Uniti del 2001, tre obiettivi: liberare i prigionieri politici nelle carceri americane, attuare espropri proletari (rapine a mano armata) per finanziare la terza fase, ovvero quella di avviare una serie di attentati e attacchi terroristici. La clandestinità dei vari componenti finì all'inizio degli anni ottanta, quando molti attivisti del gruppo decisero di costituirsi.

### Canada
Il Fronte di Liberazione del Québec (FLQ) fu un'organizzazione terroristica di estrema sinistra canadese fondata, nel 1963, dal rivoluzionario belga George Schoeters, con l'obiettivo di raggiungere l'indipendenza della provincia del Québec e la sua trasformazione in una nazione comunista indipendente.

Sostenitori di una politica marxista-leninista, nel corso della sua storia e fino al 1970, il FLQ si rese responsabile di oltre 200 azioni violente, tra cui attentati dinamitardi, rapine di autofinanziamento e due omicidi. Tra le azioni più note ci furono: l'attentato alla borsa valori di Montréal che, nel febbraio 1969, causò 27 feriti; il rapimento e successivo assassinio del ministro del Lavoro del Québec, Pierre Laporte e il rapimento del diplomatico britannico James Cross, entrambi nell'ottobre del 1970.
ll declino del movimento coincise con le misure repressive messe in atto dal governo canadese che, su richiesta dell'organo provinciale, proclamò lo stato di guerra e lo stanziamento di truppe dell'esercito che riuscirono a riportare l'ordine, grazie anche ad una compatta reazione dell'opinione pubblica, contraria alla svolta armata della lotta politica. Alla promulgazione di una serie di leggi speciali approvate dal Parlamento, fece seguito un'ondata di arresti da parte delle unità antiterrorismo della polizia di Montréal: 457 persone tra attori, scrittori, giornalisti e militanti politici.

### America Latina
Nel volume The New Dimension of International Terrorism, scritto da Stefan Aubrey nel 2004, l'autore identifica le seguenti formazioni quali principali organizzazioni terroristiche di sinistra operanti, negli anni settanta e ottanta, in America Latina: il Fronte Sandinista di Liberazione Nazionale in Nicaragua, i Sendero Luminoso in Perù, l'M-19 e le Forze Armate Rivoluzionarie della Colombia (note come FARC) in Colombia. Molto spesso, questi movimenti, presentano al loro interno, caratteristiche sia indipendentistiche che rivoluzionarie.
Il Fronte Sandinista di Liberazione Nazionale fu un movimento rivoluzionario nicaraguense di ispirazione marxista fondato nel 1961 e che riuscì, con un forte sostegno popolare, nell'offensiva militare finale che, nel 1979, contribuì al definitivo crollo del regime dittatoriale di Anastasio Somoza Debayle. Saliti al potere l'anno seguente, i sandinisti si costituirono come partito politico e instaurarono un governo rivoluzionario riformista.
Sendero Luminoso è un'organizzazione terrorista peruviana di ispirazione maoista che, fondata nel 1969 da Abimael Guzmán Reynoso (da una scissione dal Partido Comunista del Perú - Bandera Roja), si propone di sovvertire il sistema politico per l'instaurazione del socialismo attraverso la lotta armata. Inizialmente attivo soprattutto nelle zone andine e specializzato in azioni di guerriglia, il gruppo ha messo a segno diversi attacchi contro le forze governative. Diviso in tre fazioni, in questi anni il movimento ha alternato momenti di tregua con ritorni alla lotta armata. Il 12 settembre 1992, il principale leader di Sendero Luminoso, Abimael Guzmán, è stato catturato dal Gruppo Speciale di Intelligence della polizia peruviana, in una casa del distretto di Surquillo nella città di Lima.
M-19, acronimo di Movimiento 19 de Abril fu un'organizzazione di guerriglia rivoluzionaria di sinistra colombiana molto nota per le sue azioni spettacolari (come ad esempio l'occupazione dell'ambasciata domenicana nel 1980) e per la sua massiccia presenza nelle città. Nonostante le sue divisioni interne, il movimento M-19 contribuì ad innalzare il livello di lotta contro il regime dell'allora presidente Belisario Betancur il quale, avvertendo il pericolo imminente dell'avanzata guerrigliera, nel 1984 decise di decretare un'amnistia per tutti i prigionieri politici e di negoziare la tregua con il movimento armato. Dopo anni di guerriglia, nel 1990, l'M-19 consegnò definitivamente le armi e divenne partito politico (Alianza Democrática).
Le Forze Armate Rivoluzionarie della Colombia (FARC) sono un'organizzazione guerrigliera comunista e anti-imperialiste colombiana fondata nel 1964. Obiettivo principale del gruppo è quello di rappresentare le classi contadine nella lotta anti-governativa e contro l'influenza statunitense e delle grandi multinazionali nel Paese. Finanziatesi principalmente attraverso i sequestri di persona e la produzione e il commercio di cocaina, a partire dal 2002 le FARC sono state oggetto di una dura repressione militare, condotta per quasi dieci anni dal governo di Álvaro Uribe Vélez con l'obiettivo dichiarato di sconfiggere il movimento senza ricorrere ad alcun strumento diplomatico.
A queste formazioni vanno aggiunte anche altre organizzazioni terroristico-guerrigliere operanti in America Latina: i Montoneros (sinistra peronista e socialismo) e l'ERP (marxismo-guevarismo) in Argentina; i Tupamaros in Uruguay; il Fronte Patriottico Manuel Rodríguez (sorto nel 1983 come frangia armata del Partito Comunista del Cile) e le Forze Ribelli Popolari Lautaro in Cile; l'Esercito di Liberazione Nazionale e i guerriglieri Tupac Katari in Bolivia; l'Esercito di Liberazione Nazionale (gruppo ispirato a Che Guevara e a Fidel Castro) in Colombia; l'Esercito Zapatista di Liberazione Nazionale (per l'autodeterminazione del popolo indios) nella regione messicana del Chiapas; il Movimento Rivoluzionario Tupac Amaru in Perù.

## In Italia
L'arco temporale attraverso cui si snoda la vicenda del terrorismo di sinistra, nell'Italia repubblicana, è un periodo che comprende gli anni settanta e la fine degli anni ottanta. Le prime azioni, fatte di attentati dinamitardi all'interno delle fabbriche e sequestri di persona dimostrativi di dirigenti, industriali e magistrati, lasciarono poi il passo ad un'estremizzazione della violenza politica con gli attentati e gli omicidi.
Una parabola che vide il suo apice con l'agguato di via Fani ed il sequestro dell'allora presidente della Democrazia Cristiana Aldo Moro da parte delle Brigate Rosse nella primavera 1978 (e assassinato dopo 55 giorni di reclusione in una cosiddetta prigione del popolo) e che entrò in crisi, nella seconda metà degli anni ottanta, anche grazie alla promulgazione di leggi speciali dello Stato e grazie soprattutto al fenomeno del pentitismo.
Dopo l'omicidio, da parte delle Brigate Rosse, del senatore democristiano Roberto Ruffilli, nel 1988, il fenomeno fu considerato praticamente esaurito e, solo verso la fine degli anni novanta, il Paese fu testimone di una nuova breve stagione di omicidi politici e di lotta armata che si esaurì nuovamente nel 2002 con l'omicidio di Marco Biagi.
Complessivamente i morti provocati dalle organizzazioni armate di sinistra in Italia, tra il 1974 e il 2002, ammontano a circa 130.

### La nascita della sinistra extraparlamentare
I primi germi che favorirono la nascita dell'eversione e del terrorismo di sinistra in Italia possono essere rintracciati nel periodo di tensione sociale che segnò il finire degli anni sessanta in Italia e che venne in qualche modo alimentato dalla protesta operaia e sindacale e dal movimento di contestazione studentesca che prese poi il nome di Sessantotto.
Pur non avendo come componente prevalente un progetto rivoluzionario mediante lo strumento della lotta armata, proprio della radicalizzazione successiva, quel movimento ebbe in realtà forme e modalità anche intense di protesta espresse su basi culturali genericamente anti-autoritarie e che, nell'ambito universitario, investiva innanzitutto il potere accademico.

Gli anni di piombo: manifestanti con il segno della P38

La spinta che alimentò quella protesta giovanile, di ispirazione marxista, profondamente incisiva sui costumi sociali di quel tempo, non seppe però trovare, nel nostro Paese, un valido sbocco politico auto-rappresentativo soprattutto per l'assenza di riferimenti ideologici nei partiti della sinistra istituzionale e quindi, almeno come movimento di massa, perse rapidamente la sua forza propulsiva esaurendosi in un breve e intenso lasso temporale.
La fine della protesta studentesca, tra la primavera e l'estate del 1968, ed il fallimento rivoluzionario di quel movimento e delle speranze di un sollevamento proletario e operaio, nella lotta per la trasformazione delle logiche classiste del paese determinò, invero, la nascita di un nuovo fermento culturale ben più radicale ed eversivo del precedente.
Dall'esperienza delle lotte negli anni precedenti e dall'incontro tra lavoratori e studenti, nasce così la figura del cosiddetto militante rivoluzionario: una generazione di giovani studenti che decise di proseguire il conflitto al di fuori del contesto studentesco e che si inserì quindi nel più ampio ambito dell'autunno caldo del 1969 e delle lotte operaie per un radicale cambiamento del sistema. Come scrisse Guido Viale: "nasce una figura politica che non lotta per vivere (come invece faranno gli operai), ma che vive per lottare.”e che, sul finire del 1969, con la nascita della cosiddetta sinistra extraparlamentare, portò prima ad una estremizzazione dello scontro sociale e quindi alla lotta armata vera e propria, che percorrerà senza sosta il quindicennio successivo (1969-1984) dei cosiddetti anni di piombo. 
Il ricorso alla violenza e alla lotta armata, quindi, giustificata come essenziale grimaldello in grado di generare un vero e proprio impeto rivoluzionario e di scatenare quella protesta sociale contro quelle forze reazionarie borghesi e imperialiste, incluse quelle della sinistra istituzionale (come ad esempio il Partito Comunista Italiano) che in tutti i modi tentò di affrancarsi come avanguardia del processo di rivendicazione e di miglioramento delle condizioni del proletariato, troncando qualsiasi possibilità di riconoscimento, quale soggetto politico, da parte delle formazioni della sinistra extraparlamentare.
Queste formazioni perseguirono la strada della lotta politico-sociale, rifiutando lo scontro frontale attraverso la scelta armata o, al limite, limitandola alla prassi degli scontri di piazza (Potere Operaio, Lotta Continua, Avanguardia operaia, Movimento Lavoratori per il Socialismo, Autonomia Operaia, Lotta Comunista), mentre singoli elementi o piccoli raggruppamenti, invece, optarono per la clandestinità e la lotta armata.
Questo portò ad una stagione di intensa fase repressiva politico-giudiziaria da parte dello Stato che, anche attraverso l'uso di una legislazione speciale, tentò in questo modo di contrastare sia le proteste di piazza dure, sia il crescente fenomeno della lotta armata di sinistra. Il risultato fu una decisa diminuzione delle libertà costituzionali e individuali ed un ampliamento della discrezionalità operativa delle forze dell'ordine.

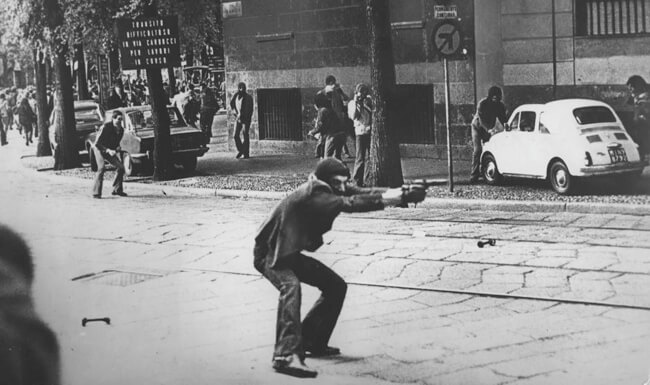
1977: Giuseppe Memeo punta una pistola contro la polizia in via De Amicis a Milano. L'immagine diventerà il simbolo degli anni di piombo, la fotografia è di Paolo Pedrizzetti

Un giro di vite repressivo che raggiunse poi il suo picco massimo nel 1977, con l'adozione di misure come quella di vietare tutte le manifestazioni pubbliche nella città di Roma. Come ebbe a dichiarare il ministro dell'interno Cossiga, intervistato sulle violenze in piazza: "Io mi chiedo come si possa pensare che tutta questa violenza serva a qualcosa o a qualcuno. Sia ben chiaro che peraltro non siamo più disposti a sopportarla."

### La svolta armata
Due episodi in particolare, che segnarono in diverso modo la fine del 1969, possono forse essere letti come linea di confine tra la protesta sessantottina e la scelta di alcuni di avviare la successiva stagione armata: i disordini seguiti allo sciopero generale del 19 novembre 1969, che a Milano determinarono la morte dell'agente di polizia Antonio Annarumma, in servizio durante la manifestazione indetta dall'Unione Comunisti Italiani e dal Movimento Studentesco, e poi la strage di piazza Fontana del 12 dicembre dello stesso anno, che provocò 17 morti e oltre 100 feriti e che accelerò la svolta armata a sinistra, tesa a contrastare quel golpe militare ritenuto da molti imminente (e i tentativi effettivamente furono più di uno).
Soprattutto la bomba di piazza Fontana, nel quadro di crescente tensione sociale che attraversava l'Italia in quel periodo, determinò la definitiva discesa verso la deriva terroristica, favorendo nuove forme di lotta politica che solo l'azione armata poteva garantire.
(A. Baldoni, S. Provvisionato da A che punto è la notte)
È l'alba di una stagione politica che sarà contraddistinta da innumerevoli fatti di sangue in nome dell'odio ideologico che trascinò il Paese quasi alle soglie di una guerra civile e che vide contrapporsi, inizialmente, giovani militanti di estrema destra e di estrema sinistra e che poi sfociò, fatalmente, nel terrorismo di matrice politica. E dalle prime azioni di giustizia proletaria dei gruppi operaisti della sinistra extraparlamentare si giunse così rapidamente a maturare in militanti, operai e studenti di estrema sinistra, la scelta terroristica come unico mezzo per disarticolare il sistema Stato-Capitale.
(Nando dalla Chiesa da La genesi del terrorismo di sinistra)
Se inizialmente lo spazio d'azione privilegiato dall'eversione armata di sinistra fu, quasi esclusivamente, quello della fabbrica e il nemico da colpire il padrone e, più genericamente, il capitale, intorno al 1973 si registro invece un progressivo abbandono della cosiddetta logica fabbrichista, in favore di un'offensiva diretta verso figure più istituzionali e statuali di maggiore valenza simbolica.

### Le sigle

#### Feltrinelli e i GAP
Il primo tentativo di una proposta rivoluzionaria imperniata sulla lotta armata fu quella dell'editore Giangiacomo Feltrinelli: figlio di un industriale del legno e proveniente da una ricchissima famiglia, nel 1945 Feltrinelli aderì al Partito Comunista che provvide anche a sostenere con ingenti contributi finanziari. All'indomani della strage di piazza Fontana, la paura per un imminente colpo di Stato neofascista, lo spinse a chiudere i rapporti col PCI e a decidere di iniziare a finanziare i primi gruppi di estrema sinistra.

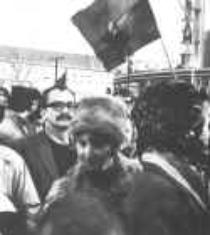
Giangiacomo Feltrinelli

Coinvolto nell'esplosione del padiglione FIAT alla Fiera di Milano del 25 aprile 1969, la magistratura dispose il ritiro del suo passaporto prima di decidere, lui stesso, il passaggio alla clandestinità, nel dicembre 1969 (in realtà non una vera e propria clandestinità, quanto un'uscita dalla scena pubblica).
Il suo percorso politico-rivoluzionario lo portò, poco più tardi, nel 1970, a fondare i Gruppi d'Azione Partigiana (GAP), un gruppo paramilitare che richiamava nel nome un'organizzazione militare della Resistenza (i Gruppi di Azione Patriottica). In nome di "una rivoluzione più rivoluzionaria" e allo scopo di alimentare focolai di guerriglia civile, tra l'aprile 1970 e il marzo 1971 misero in atto alcuni attentati dinamitardi a scopo dimostrativo a Genova e Milano.
Richiamandosi alla Resistenza come ideale politico tradito dal riformismo e dal seguente sbocco neocapitalistico, il suo progetto principale era quello di un'unificazione dei gruppi armati europei, coordinati con i movimenti rivoluzionari del Terzo mondo. Il suo impulso rivoluzionario, però, non vide mai la luce: il 15 marzo 1972 il suo cadavere dilaniato da un'esplosione fu rinvenuto ai piedi di un traliccio dell'alta tensione presso Segrate (MI).

#### Il Gruppo XXII Ottobre
Se si eccettuano gli iniziali tentativi eversivi di Feltrinelli, la prima vera formazione che decise di saltare definitivamente il fosso e di passare all'azione, sin dal 1969, attraverso la scelta della lotta armata, fu il Gruppo XXII Ottobre (che prese il nome dalla sua data di fondazione). Attivi a Genova e composti prevalentemente da operai ed ex partigiani d'impostazione marxista-leninista, si fecero conoscere per una serie di attentati dinamitardi e, soprattutto, per il sequestro di Sergio Gadolla, secondogenito di una delle famiglie più ricche di Genova, del 5 ottobre 1970.
Obiettivo del gruppo fu quello di "scardinare i poteri dello Stato".e di provare ad introdurre, nella vita politica italiana, il metodo della guerriglia urbana attraverso attentati dinamitardi, incendi e sabotaggi, nella speranza di un progressivo sostegno popolare alle proprie azioni.
Leader del gruppo fu Mario Rossi e ne fecero parte, in tutto, non più di 25 persone, tra cui: Augusto Viel, Rinaldo Fiorani, Giuseppe Battaglia, Adolfo Sanguineti, Gino Piccardo, Diego Vandelli, Aldo De Sciciolo e Cesare Maino. Verranno definitivamente smantellati nella primavera del 1972, in seguito alle indagini sulla rapina di autofinanziamento che, il 26 marzo 1971, vide l'uccisione (da parte di Mario Rossi) del portavalori dell'Istituto Autonomo Case Popolari, Alessandro Floris.
L'omicidio Floris segna infatti la fine del gruppo stesso, nel 1972, dopo poco più di un anno di vita: Mario Rossi venne arrestato il giorno stesso e, nei mesi a seguire, gli altri componenti andranno ad ingrossare le file di altre organizzazioni armate, chi nei Gruppi d'Azione Partigiana e chi nelle nascenti Brigate Rosse.
L'ultima tappa della storia del gruppo fu la richiesta di liberazione di Rossi e compagni, da parte delle Brigate Rosse, in occasione del sequestro del magistrato Mario Sossi (che era stato il pubblico ministero nel processo al Gruppo XXII Ottobre) e come prezzo richiesto per la liberazione dell'ostaggio.
La richiesta non venne mai accolta per l'opposizione del procuratore della Repubblica di Genova Francesco Coco (che per questo verrà poi assassinato a Genova l'8 giugno 1976, dalle stesse BR), ma venne comunque letta come una sorta di condivisione di un percorso politico e strategico comune tra il gruppo e le prime BR e che autorizzava a ricondurre queste ultime nel solco politico ideologico che il Gruppo XXII Ottobre avevano appena tracciato.

#### Il Collettivo Politico Metropolitano
Alla lotta armata, sempre nel 1969, andava pervenendo anche il Collettivo Politico Metropolitano che proprio nel settembre di quell'anno nasce a Milano con l'obiettivo di mettere insieme le diverse forze che animavano l'area della sinistra extraparlamentare milanese di quegli anni.
Formato da elementi provenienti da alcuni gruppi di fabbrica (CUB Pirelli, GdS Sit-Siemens, GdS IBM), come Mario Moretti e Corrado Alunni, e da altri soggetti, provenienti dal movimento studentesco (come Renato Curcio e la moglie Margherita Cagol), piuttosto che dissidenti del PCI o della FGCI (come Alberto Franceschini). Il gruppo, che prese in affitto un vecchio teatro milanese in disuso nelle vicinanze di Porta Romana, nel complesso poteva contare solo su poche decine di militanti.
Non esiste una data ufficiale di nascita del CPM ma, uno degli atti di definizione del collettivo, risale all'8 settembre 1969, giorno in cui fu preparato un bollettino ad uso interno dei militanti, redatto dai singoli comitati di azienda di Torino, Milano, che definiva il nascente gruppo quale strumento per predisporre "le strutture di lavoro indispensabili a impugnare in modo non individuale l'esigenza-problema dell'organizzazione rivoluzionaria della metropoli e dei suoi contenuti (ad esempio democrazia diretta, violenza rivoluzionaria ecc.)"
Pur non avendo mai di fatto compiuto azioni armate, l'esperienza del Collettivo Politico Metropolitano, riveste un'importanza politica e strategica fondamentale nella ricostruzione delle sigle che contribuirono a formare l'arcipelago delle organizzazioni terroristiche di sinistra. Il CPM, infatti, può essere considerato come il nucleo iniziale che, attraverso varie trasformazioni, darà poi vita al progetto del gruppo terroristico di sinistra più importante nell'Italia del secondo dopoguerra, quello delle Brigate Rosse.
La scelta di passare alla lotta armata in clandestinità venne discussa per la prima volta nel novembre del 1969, in un convegno del Collettivo tenutosi all'Hotel Stella Maris di Chiavari e a cui parteciparono «essenzialmente marxisti-leninisti e cattolici progressisti (o cattolici del dissenso), i primi delusi dalla svolta moderata e dalla conseguente rinuncia alla rivoluzione dei partiti della sinistra storica, Partito comunista in testa, i secondi convinti che fosse necessario un maggiore impegno per modificare l'assetto sociale».
Al termine dei lavori, il 4 novembre, venne redatto un documento finale (il cosiddetto libretto giallo) intitolato Lotta sociale e organizzazione nelle metropoli e in cui si individua la lotta popolare violenta come l'unica risposta adeguata alla repressione attuata dalla borghesia.
(Lotta sociale e organizzazione nelle metropoli)
In quel convegno, i promotori della svolta armata, furono comunque in minoranza e decisero quindi di separarsi dal Collettivo Politico Metropolitano per confluire in Sinistra Proletaria. Fondata, tra gli altri, da Renato Curcio, Margherita Cagol e Alberto Franceschini, la storia di SP fu di fatto molto breve: iniziata nel dicembre 1969, si concluse nell'estate dell'anno successivo e servì soprattutto da ponte fra l'esperienza del Collettivo ed il passaggio, nel 1970, alle Brigate Rosse.

#### Le Brigate Rosse
Quella che fu l'organizzazione terroristica di estrema sinistra più nota, numerosa e longeva dell'Italia del secondo dopoguerra, nacque, nell'agosto del 1970, in coincidenza con il convegno di Pecorile (RE) che segna la definitiva fine dell'esperienza politica di Sinistra Proletaria e in cui Renato Curcio, Margherita Cagol e Alberto Franceschini, assieme ad altri militanti (tra cui Prospero Gallinari, Lauro Azzolini, Franco Bonisoli, Roberto Ognibene), sanciscono il loro definitivo passaggio alla clandestinità e alla lotta armata, attraverso la nascita delle Brigate Rosse.
A livello ideologico, la prospettiva del movimento, si inseriva in un contesto più ampio (tipico di diverse formazioni armate di sinistra di quel periodo) che riteneva non conclusa la fase della Resistenza all'occupazione nazifascista dell'immediato dopoguerra e che, secondo la loro visione, era stata sostituita da una più subdola occupazione economico-imperialista delle multinazionali. Un meccanismo a cui, secondo i terroristi, bisognava rispondere attraverso la lotta armata per poter scardinare i rapporti di repressione dello Stato e fornire lo spazio di azione necessario allo sviluppo di un processo insurrezionale del proletariato.

##### 1970-1973: la propaganda armata
(Patrizio Peci da Io, l'infame)

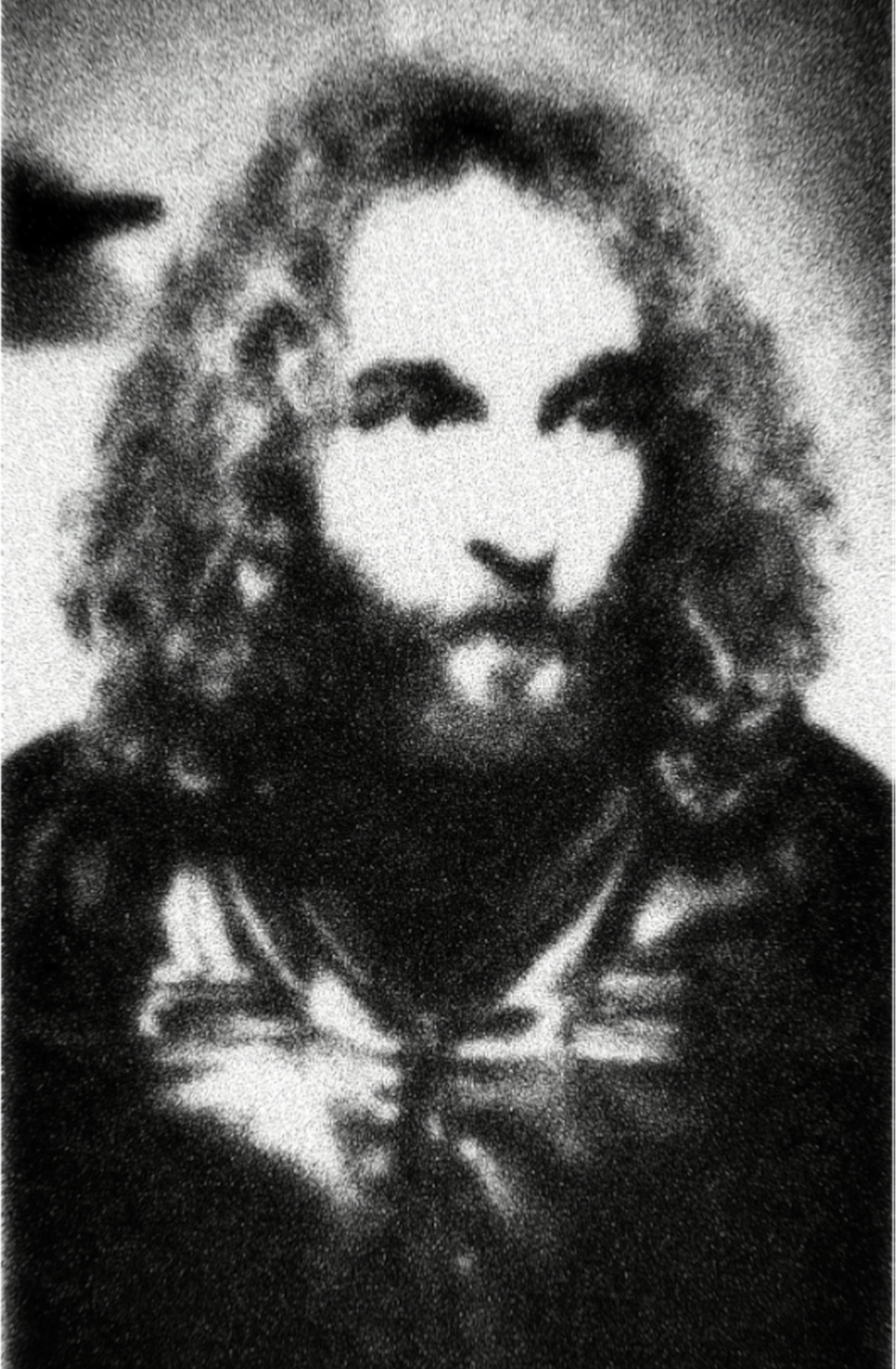

La prima azione del gruppo risale al 17 settembre 1970, con l'incendio dell'automobile del dirigente della Sit-Siemens, Giuseppe Leoni. Tutta l'iniziale fase di propaganda armata, tra il 1970 e il 1974, vide comunque le neonate BR agire prevalentemente in piccoli gruppi, operanti all'interno delle fabbriche e in modo spesso clandestino.
Le prime iniziative furono perlopiù di natura dimostrativa: attentati incendiari, sabotaggi e brevi sequestri di persona, a scopo dimostrativo, di quadri e dirigenti aziendali e della durata di qualche ora o di pochi giorni (come quello di Idalgo Macchiarini, dirigente della Sit-Siemens, nel marzo 1972, o di Ettore Amerio, capo del personale FIAT, nel dicembre 1973).
A livello organizzativo, sempre nel 1972, venne formato il primo esecutivo (formato da Renato Curcio, Alberto Franceschini, Mario Moretti e Pierino Morlacchi) e la costituzione (a Milano e a Torino) di due colonne, ognuna delle quali composta da più brigate formate da militanti, operanti all'interno delle fabbriche e dei quartieri. Fu anche decisa la distinzione tra forze regolari (i militanti clandestini) e le forze irregolari (militanti organici ma senza essere clandestini). Un modello che venne in seguito sempre più affinato attraverso una struttura paramilitare, compartimentata e organizzata in colonne e cellule e coordinata da una comune Direzione strategica.

##### 1974-1980: l'attacco al cuore dello Stato
L'azione terroristica, in questa seconda fase, andò sempre più spostandosi verso simboli e rappresentanti del potere politico, economico e sociale. Furono gli anni del cosiddetto attacco al cuore dello Stato, caratterizzati da un'escalation di situazioni criminose con omicidi, attentati e rapimenti nei confronti di politici, magistrati, forze dell'ordine, giornalisti, industriali, dirigenti di fabbrica e sindacalisti.
La prima azione rilevante fu il rapimento del sostituto procuratore Mario Sossi, già Pubblico ministero nel processo contro il Gruppo XXII Ottobre, sequestrato a Genova, il 18 aprile del 1974. Tenuto prigioniero in una villa vicino a Tortona, Sossi fu sottoposto ad un processo proletario dai brigatisti che, in cambio della sua liberazione, chiesero la scarcerazione di otto militanti della XXII Ottobre. Alla fine il giudice venne però rilasciato senza alcuna contropartita.

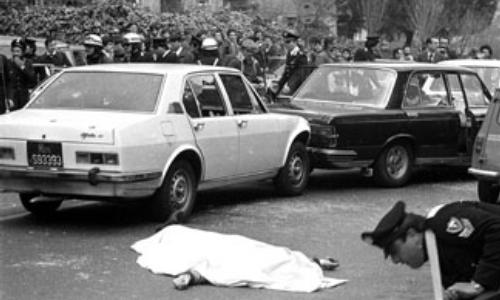
L'agguato di via Fani.

La risposta dello Stato non si fece attendere, con una serie di contromisure appositamente costituite per la lotta al terrorismo politico: l'istituzione delle carceri speciali per i detenuti politici, la legge Reale, che assegnava alla polizia poteri eccezionali nella prevenzione al terrorismo e la costituzione di un nucleo speciale dei Carabinieri, comandato del generale Carlo Alberto dalla Chiesa.
Il 1974 fu anche l'anno dei primi arresti: l'8 settembre, le forze speciali di Dalla Chiesa, misero a segno la cattura dei due capi storici del gruppo, Curcio e Franceschini, arrestati grazie alle informazioni del pentito Silvano Girotto. Renato Curcio venne liberato nel febbraio 1975 da un nucleo di brigatisti guidato da Margherita Cagol, ma la sua seconda clandestinità terminò il 18 gennaio 1976 quando venne arrestato di nuovo a Milano dagli uomini del generale Dalla Chiesa; il 5 giugno 1975 la Cagol invece era rimasta uccisa in un conflitto a fuoco con i carabinieri durante il fallito sequestro Gancia.
Nonostante queste sconfitte, nel biennio 1975-1976, le azioni delle BR si moltiplicarono: il 15 maggio 1975 venne gambizzato il consigliere comunale della DC milanese, Massimo De Carolis e, sempre in quegl'anni, diversi agenti perirono negli scontri a fuoco con i brigatisti: il carabiniere Giovanni d'Alfonso (4 giugno 1975), il maresciallo Felice Maritano (15 ottobre 1974), l'appuntato di Polizia Antonio Niedda (4 settembre 1975), il vice questore Francesco Cusano (11 settembre 1976) e i sottoufficiali della Polizia, Sergio Bazzega e Vittorio Padovani (15 dicembre 1976).

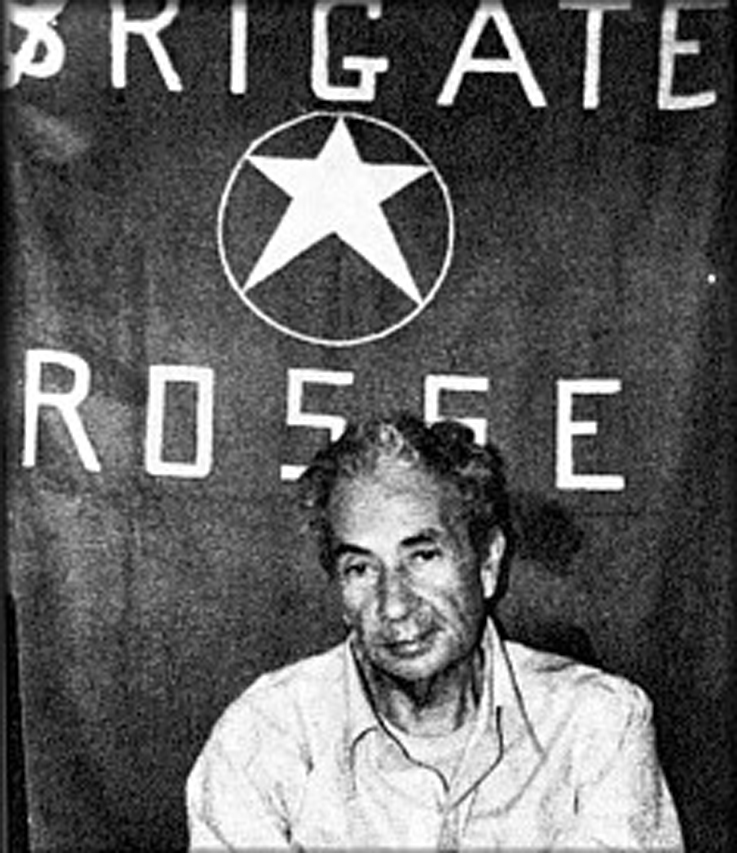
Aldo Moro sequestrato dalle Brigate Rosse

A partire dall'omicidio l'8 giugno 1976 del giudice Francesco Coco e della sua scorta, le Brigate Rosse, sotto la direzione principalmente di Mario Moretti, accrebbero la loro forza numerica e organizzativa. Nel periodo 1977-1980, gli attentati, aumentarono in maniera esponenziale: alla fine del 1978 se ne conteranno 230, con 42 morti e 43 feriti. Tra i più eclatanti: l'omicidio di Fulvio Croce, presidente del Consiglio dell'Ordine degli avvocati di Torino, ucciso il 28 aprile 1977, quello del giornalista de La Stampa, Carlo Casalegno (16 novembre 1977), quello del maresciallo Rosario Berardi, quello del commissario Antonio Esposito, e quello di Vittorio Bachelet, vicepresidente del Consiglio superiore della magistratura (12 febbraio 1980).
Ma il vero "attacco al cuore dello stato" fu portato il 16 marzo 1978, con l'agguato di via Fani: il rapimento a Roma del presidente della Democrazia Cristiana, Aldo Moro e l'uccisione dei cinque uomini della sua scorta. Durante i 55 giorni del sequestro, le BR chiesero (ma non ottennero) la liberazione di tredici prigionieri politici come contropartita per la liberazione del politico. La vicenda si concluse il 9 maggio 1978, con il ritrovamento del corpo dell'onorevole Moro in via Caetani, a Roma.

##### 1981-1988: il declino e la dissoluzione
Il sequestro Moro segnò il momento più alto e, contemporaneamente, l'inizio del processo di declino delle BR: l'efficace reazione dello Stato, le prime divisioni interne all'organizzazione, gli arresti e i processi ma, soprattutto, il nuovo fenomeno del pentitismo, furono tra i fattori che contribuirono alla dissoluzione dell'organizzazione.

I quattro brigatisti uccisi nell'irruzione di via Fracchia a Genova del 28 marzo 1980.

Il 21 febbraio 1980 furono arrestati, a Torino, Rocco Micaletto e Patrizio Peci, quest'ultimo dirigente della colonna torinese. L'inattesa collaborazione di Peci con i carabinieri, provocò l'improvvisa cattura di centinaia fra dirigenti e militanti brigatisti e una grave crisi organizzativa e politica per il movimento. Il 28 marzo 1980 quattro importanti brigatisti furono uccisi dai carabinieri nel corso della drammatica irruzione di via Fracchia a Genova.
Nonostante l'arresto di Mario Moretti il 4 aprile 1981, le Brigate Rosse ripresero la loro azione: il 17 dicembre 1981, rapirono a Verona il generale statunitense James Lee Dozier, che venne poi liberato, a Padova, dai NOCS, le squadre speciali della polizia. Il rapimento Dozier, che nei propositi brigatisti avrebbe dovuto rilanciare l'organizzazione, ne rappresentò, invece, l'inizio della loro fine.
Pur se decimate dagli arresti, seguiti alle confessioni di Peci, nella prima metà degli anni ottanta, sotto la guida di Giovanni Senzani, le BR continuarono l'azione contro lo Stato con un numero rilevante di attentati, rapimenti e, soprattutto, omicidi: quello di Roberto Peci, fratello del pentito Patrizio, del direttore del petrolchimico di Marghera, Giuseppe Taliercio (nel 1981), del generale statunitense Leamon Hunt (1984), dell'economista Ezio Tarantelli (1985), dell'ex-sindaco di Firenze Lando Conti (1986), dell generale Licio Giorgieri (1987) e del senatore Roberto Ruffilli (1988).
Nel gennaio del 1987, una serie di "lettere aperte" firmate da diversi militanti, sancirono quindi la chiusura unitaria dell'esperienza da parte del nucleo storico delle BR. Tra il giugno e il settembre 1988 venne smantellata anche l'intera ala militarista del movimento, denominata BR-Partito comunista combattente e sorta, nel 1984, da una scissione interna alle BR.

##### 1999-2003: le Nuove BR

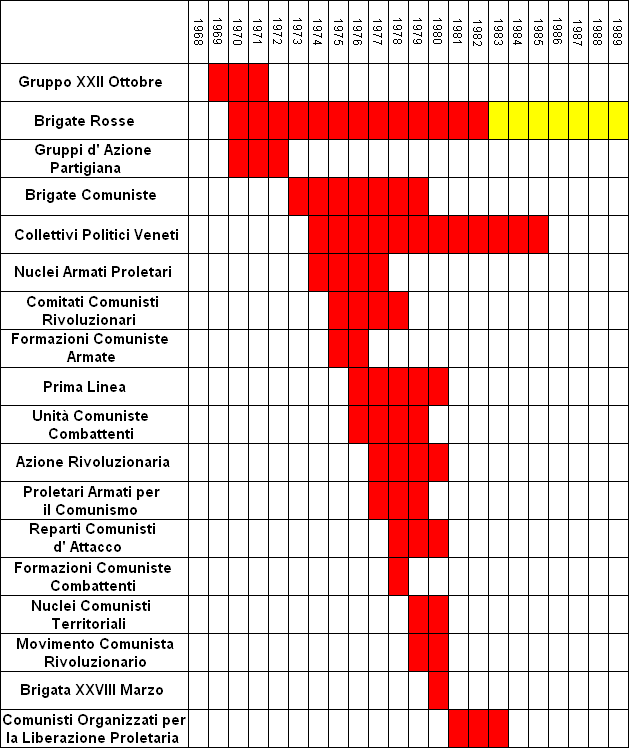
Cronologia delle organizzazioni armate di sinistra in Italia

Nel 1999, a distanza di undici anni dall'ultimo omicidio del nucleo storico delle Brigate Rosse, quello del senatore democristiano Roberto Ruffilli, un nuovo gruppo armato adottò nuovamente la sigla della stella a cinque punte.
Le cosiddette Nuove Brigate Rosse, organizzazione capeggiata da Nadia Desdemona Lioce e Mario Galesi, furono protagonisti di una nuova breve stagione di omicidi politici e di lotta armata.
Il gruppo terroristico fu responsabile degli omicidi di Massimo D'Antona nel 1999 e di Marco Biagi nel 2002, e venne poi smantellato nel 2003, a seguito degli arresti degli stessi Lioce e Galesi, azione che costò la vita al sovrintendente della Polfer Emanuele Petri.

#### Le altre sigle
A partire dal 1970, con la nascita delle BR, le organizzazioni armate di sinistra andranno sempre più moltiplicandosi. Tra le più rilevanti che da li in poi nasceranno ci furono: i Nuclei Armati Proletari, Prima Linea, i Proletari Armati per il Comunismo, i Comitati Comunisti Rivoluzionari, le Unità Comuniste Combattenti, le Formazioni Comuniste Combattenti e la Brigata XXVIII marzo.